# 緞帶突觸
緞帶突觸(ribbon synapse)是突觸類型之一，具有特化的特徵。例如神經遞質的快速釋放與不斷的胞外分泌循環以及在膜電位梯度變化的反應中的內噬作用。緞帶突觸已被發現存在於視網膜上的感光細胞、內耳前庭器官的受器、耳蝸的毛細胞與視網膜的雙極細胞之間。
所謂的「緞帶」或者說是「突觸前緻密體」是一個在突觸活動區裡的特化構造，它只盤旋在在突觸前的細胞膜上幾奈米處並拴住了100個或更多的突觸囊泡。而每一個突觸前細胞都能有10到100條「緞帶」來拴住它，使得能拴住的囊泡數增加到1000至10000個。
新型的蛋白質皮卡丘素（Pikachurin）已經在2008年於緞帶突觸中被描繪出來，並且暫時地被推測與緞帶突觸的獨特特性有所關連。